# Ibn Kullāb
Abū Muhammad ʿAbdallāh ibn Saʿīd Ibn Kullāb al-Qattān at-Tamīmī (arabisch ابو محمد عبد الله بن سعيد بن كلاب القطان التميمي, DMG Abū Muḥammad ʿAbdallāh ibn Saʿīd Ibn Kullāb al-Qaṭṭān at-Tamīmī gest. wahrscheinlich 855) war ein islamischer Kalām-Gelehrter aus Basra, der während der Zeit der Mihna an den Diskussionen über den Koran und die Rede Gottes teilnahm und eine Attributenlehre entwickelte, die später von Abū l-Hasan al-Aschʿarī und seinen Anhängern übernommen wurde. ʿAbd al-Qāhir al-Baghdādī (gest. 1037) zählt ihn zu den Kalām-Gelehrten der Sunniten (ahl as-sunna) in der Zeit des Kalifen al-Ma'mūn (reg. 813–833). Einige seiner theologischen Lehren gehen wahrscheinlich auf christlichen Einfluss zurück. Die von Ibn Kullāb begründete Schule der Kullābīya ging später in der Aschʿarīya auf.

## Leben und Werke
Über das Leben von Ibn Kullāb gibt es so gut wie keine gesicherten Informationen. Nach dem jemenitischen Gelehrten as-Saksakī (gest. 1284) gehörte er zu den Bewohnern von Basra. Bekannt ist außerdem, dass er sich an den theologischen Diskussionen, die während des Kalifats von al-Ma'mūn geführt wurden, beteiligte. Wie ʿAbd al-Qāhir al-Baghdādī schreibt, hat Ibn Kullāb „die Muʿtaziliten im Kollegium (maǧlis) des Ma'mūn zertrümmert und durch seine Beredsamkeit (bayān) bloßgestellt.“ Zu den Muʿtaziliten, mit denen er in Diskussionen verwickelt war, gehörten ʿAbbād ibn Sulaimān (gest. ca. 864) aus Basra sowie Abū Sālih und Abū Mudschālid, die beide zur Bagdader Schule gehörten. Abū Sālih war ein Schüler von Bischr ibn al-Muʿtamir. Ibn Kullābs schärfster Gegner soll aber Ahmad ibn Hanbal gewesen sein.
Ibn an-Nadīm erwähnt von Ibn Kullāb drei Bücher: ein „Buch über die Attribute“ (Kitāb aṣ-Ṣifāt), ein „Buch über die Erschaffung der Handlungen“ (Kitāb Ḫalq al-afʿāl) und ein Buch zur „Widerlegung der Muʿtazila“ (Kitāb Radd al-Muʿtazila). Ismāʿīl Pascha schreibt ihm außerdem eine Widerlegung der Haschwīya (ar-Radd ʿalā al-Ḥašwīya) zu. Es handelt sich aber vermutlich um eine bloße Verschreibung, denn Ibn Kullāb wird von Ibn an-Nadīm selber der Haschwīya zugeordnet. Haschwīya war ein verächtlicher Begriff für die Ashāb al-hadīth.
Von Ibn Kullābs Schriften ist bis heute keine wieder aufgefunden worden, doch haben sich in Werken späterer Autoren Fragmente erhalten. Ibn Kullāb galt als Schafiit, auch wenn er selbst keinen eigenen Beitrag zum islamischen Rechtsdenken geleistet hat.

## Lehre

### Attributenlehre
Ibn Kullābs wichtigster Beitrag zur islamischen Theologie war seine spezielle Lehre von den Attributen Gottes, zu denen er auch ein eigenes Buch verfasst hat. Ibn ar-Rāwandī und der imamitische Theologe asch-Schaich al-Mufīd (948–1022) schrieben dazu Widerlegungen.
Ibn Kullāb verwendete den Begriff „Attribute“ (ṣifāt) allgemein für „die Bedeutungen, die in Körpern bestehen“ (al-maʿānī al-qāʾima bi-l-aǧsām) wie Ruhe und Bewegung. Diese Bedeutungen bezeichnete er nicht nur als Attribute, sondern auch als Akzidentien (aʿrāḍ) und Sachen (ašyāʾ). Außerdem lehrte er, dass allem, womit eine Sache beschrieben wird, ein Attribut (ṣifa) zugrunde liegt, das dessen Bedeutung (maʿnā) bildet. Hinsichtlich der Namen lehrte er, dass der Name (ism) weder mit dem Benannten (musammā) identisch ist, noch mit ihm nicht identisch ist. Der Akt des Benennens sei dagegen etwas anderes als das Benannte. Nach al-Bazdawī (gest. 1099) setzte er sich damit auf der einen Seite von den übrigen Sunniten ab, die Namen und Benanntes gleichsetzten, und auf der anderen Seite von den Muʿtaziliten, die lehrten, dass Name und Benanntes nicht identisch sind.
Diese Lehre übertrug Ibn Kullāb nun auch auf Gott. Er lehrte, dass es für die im Koran erwähnten Namen wie „wissend“ (ʿālim), „mächtig“ (qādir), „lebendig“ (ḥaiy), „hörend“ (samīʿ), „sehend“ (baṣīr), „stark“ (ʿazīz), „erhaben“ (ǧalīl), „gütig“ (karīm), „fortdauernd“ (bāqī), „wollend“ (murīd), „verabscheuend“ (kārih) usw. jeweils korrelierende Attribute gibt, also „Wissen“ (ʿilm), „Macht“ (qudra), „Leben“ (ḥayāt), „Gehör“ (samʿ), „Sehkraft“ (baṣar), „Stärke“ (ʿizza), „Erhabenheit“ (ǧalāl), „Güte“ (karam), „Fortdauer“ (baqāʾ), „Wille“ (irāda), „Abscheu“ (karāha) usw. Namen Gottes und Attribute Gottes setzte er insofern gleich. Gott hat seiner Meinung nach diese Namen und Attribute schon immer besessen; sie bilden seine Wesensattribute (ṣifāt aḏ-ḏāt). Auch die Freundschaft (wilāya) und Feindschaft (ʿadāwa) Gottes sowie sein Wohlgefallen (riḍā) und sein Zorn (saḫaṭ) gehören zu seinen Wesensattributen. Die von manchen Muʿtaziliten vertretene Auffassung, dass die Güte Gottes zu seinen Tatattributen (ṣifāt al-fiʿl) gehört, lehnte er ab. Gott ist nach Ibn Kullāb außerdem anfangslos (qadīm), aufgrund einer Anfangslosigkeit (qidam), die als Bedeutung in ihm besteht. Anders als später al-Aschʿarī, der acht Wesensattribute unterschied, hat Ibn Kullāb die göttlichen Attribute nicht gezählt.
Hinsichtlich des Verhältnisses zwischen den Namen-Attributen und Gott lehrte Ibn Kullāb, dass sie weder mit ihm identisch noch mit ihm nicht-identisch sind. Gott ist zum Beispiel wollend durch einen Willen, von dem weder gesagt werden kann, dass er gleich Gott ist, noch, dass er nicht gleich Gott ist. Ibn Kullāb übertrug diese Formel auch auf die im Koran genannten Körperteile Gottes (Antlitz, Hände, Auge usw.), die er gleichfalls für Attribute Gottes hielt. Nur das Wesen (ḏāt) und das Selbst Gottes waren seiner Meinung nach mit Gott identisch.
Was das Verhältnis zwischen den einzelnen Attributen Gottes wie Wissen und Macht anlangt, so lehrte er ebenfalls, dass sie weder miteinander identisch noch miteinander nicht-identisch sind. Allein von Gottes Willen, dass etwas sei, und seiner Abscheu dagegen, dass es nicht sei, lehrte er, dass sie miteinander identisch sind. Die Attribute Gottes können nach Ibn Kullāb keine anderen (göttlichen) Attribute annehmen, weil sie nicht in sich selbst bestehen, sondern nur in Gott. Deshalb könne auch nicht gesagt werden, dass Gottes Attribute anfangslos oder fortdauernd sind, weil die Anfangslosigkeit und die Fortdauer Bedeutungen sind, die allein in Gott bestehen. Man könne diese Attribute allenfalls als „anfangsewig“ (azalī) und „beständig“ (dāʾim al-wuǧūd) bezeichnen.

### Die Rede Gottes und der Koran
Im Rahmen der Diskussionen über den Koran entwickelte Ibn Kullāb eine Kompromissposition zwischen der Position der Muʿtazila, die von der Erschaffenheit des Korans ausging, und der Position der Ashāb al-hadīth, die die Unerschaffenheit des Korans lehrten, indem er zwischen der Rede Gottes und ihrer Ausdrucksform differenzierte. Ibn Kullābs Position zu dieser Frage war in eine umfassendere Theorie über die Rede (kalām) und die Rede Gottes (kalām Allāh) eingebettet. Josef van Ess vermutet, dass Ibn Kullāb diese Theorie entwickelt hat, um dadurch die Position der Ashāb al-hadīth von der Unerschaffenheit des Korans während der Verfolgungen der Mihna aufrechterhalten zu können.
Rede ist nach Ibn Kullāb jegliche Form von Äußerung (qaul). Aufgrund von etwas Gebotenem kann sie Gebot (amr) sein, aufgrund von etwas Verbotenem Verbot (nahy), aufgrund von etwas Mitgeteiltem Mitteilung (ḫabar) und aufgrund von etwas Gewünschtem Wunsch (tamannī). Allerdings kann Rede auch aus diesen Kategorien herausfallen, dann ist sie nur Äußerung. Rede ist aber nach Ibn Kullāb grundsätzlich etwas Unartikuliertes. So lehrte er, dass die Rede des Menschen (kalām al-insān) eine Bedeutung ist, die in der Nafs besteht und durch Buchstaben ausgedrückt wird. Das Wort „redend“ (mutakallim) bezeichnet nach Ibn Kullāb nicht mehr, als dass jemand mit Rede begabt ist. Rede trete beobachtbar zwar nicht ohne Laute und Töne auf, sei aber nicht deswegen Rede, sondern weil sie als ein Attribut Schweigen und einen Sprachdefekt (āfa) ausschließe.
Den Begriff „Rede Gottes“ verwendete Ibn Kullāb zum einen für das Schöpfungswort kun, mit dem Gott alles erschafft. Da Gott mit ihm alles erschafft, ist es undenkbar, dass dieses kun selbst erschaffen ist. Zum anderen verwendete er den Ausdruck „Rede Gottes“ für den Koran. Er definierte nämlich den Koran als die „unerschaffene Rede Gottes“ (kalām Allāh ġair maḫlūq). Gott ist nach Ibn Kullāb schon immer ein Redender (mutakallim) gewesen. Die Rede besteht in ihm und gehört wie das Wissen und die Macht zu den Attributen seines Selbst. Diese Selbst-Rede (al-kalām an-nafsī) Gottes, die schon im Azal, also vor allen Zeiten, existierte, ist allerdings weder durch Gebot und Verbot, noch durch Mitteilung gekennzeichnet, weil diese Dinge erst in der Zeit entstanden sind. Aus diesem Grund weist Ibn Kullāb die Auffassung zurück, dass Gott immer schon ein Mitteilender oder Verbietender war. Die Rede Gottes hat seiner Auffassung nach keine Buchstaben und Laute, kann nicht aufgeteilt, gegliedert oder zerlegt werden und ist in sich nicht verschieden, sondern bildet eine einzige Bedeutung in Gott (maʿnā wāḥid bi-Llāh). Gott ist zwar von aller Ewigkeit her redend, aber nicht anredend (mukallim), weil am Anfang die Adressaten seiner Rede noch nicht existieren.
Beim Koran unterschied Ibn Kullāb zwischen der Rezitation (qirāʾa) und dem Rezitierten (al-maqrūʾ), also dem Inhalt der Rezitation. Nur Letzteres ist „in Gott bestehend“ und mit dem identisch, womit Gott schon immer ein Redender war. Die Rezitation selbst dagegen ist in der Zeit erschaffen und eine Erwerbung des Menschen. Zur Veranschaulichung verweist Ibn Kullāb auf das Beispiel des Dhikr: Das, was dabei erwähnt wird, nämlich Gott, war schon immer da; der Dhikr selbst, der nicht mit Gott identisch ist, ist dagegen in der Zeit hervorgebracht (muḥdaṯ), wie es der Koran selbst in Sure 21:2 und 26:5 aussagt. Man könne zwar Gott mit unterschiedlichen Namen bezeichnen, das Bezeichnete bleibe jedoch immer gleich und unterscheide sich nicht. Auf die gleiche Weise gebe es verschiedene voneinandere abweichende Ausdrucksformen (ʿibārāt) für die Rede Gottes, während die Rede Gottes selbst immer gleich bleibe und sich nicht voneinander unterscheide.
Das, was man hört, wenn jemand den Koran rezitiert, ist nach Ibn Kullāb dementsprechend nicht die Rede Gottes, sondern nur ein Ausdruck (ʿibāra) davon. Um diese These halten zu können, muss er die koranische Aussage in Sure 9:6, die zu versprechen scheint, dass jeder Gläubige die Rede Gottes hört, umdeuten: Die Aufforderung in diesem Vers, dass man dem Beigeseller Schutz gewähren solle, damit er die Rede Gottes hören könne, bedeute eigentlich, „damit er die Rede Gottes verstehen kann“, weil er nicht wirklich die Rede Gottes höre, sondern nur deren Rezitation. Nur bei Mose ließ Ibn Kullāb eine Ausnahme zu: seiner Auffassung nach hat er Gott „mit seiner Rede“ (bi-kalāmi-hī) sprechen hören. Das ergab sich aus dem koranischen Bericht über das Dornbuscherlebnis in Sure 28:30 und seiner Ausdeutung in Sure 4:164, nach der „Gott mit Mose wirklich gesprochen hat“ (kallama Llāhu Mūsā taklīman). Ibn Kullāb hat hier wahrscheinlich ein Wunder angenommen, nämlich den direkten Übergang des Redeinhalts in den Geist des Propheten.
In gleicher Weise ist es nach Ibn Kullāb falsch, die Schrift (rasm) des Korans, die aus verschiedenen Buchstaben besteht, mit der „Rede Gottes“ oder einem Teil davon zu identifizieren, weil sie nur ihre Rezitation ist. Arabisch nenne man die Rede Gottes nur aus einem bestimmten Grund (ʿilla), deswegen nämlich, weil die Schrift, die ein Ausdruck davon ist und seine Rezitation ist, Arabisch ist. Auf die gleiche Weise könne man sie aber auch aus einem bestimmten Grund Hebräisch nennen, dann nämlich, wenn ihre Ausdrucksform die hebräische Schrift sei, oder Gebot, Verbot und Mitteilung, wenn die entsprechenden Gründe vorliegen.

### Andere Fragen
Ibn Kullāb lehrte, dass es vor dem Schöpfungsakt Gottes weder Raum noch Zeit gegeben hat. Die viel diskutierte koranische Aussage in Sure 20:5: „Der Barmherzige setzte sich auf seinem Thron zurecht“ (ar-Raḥmānu ʿalā l-ʿarši stawā) legte er in seinem Buch über die Attribute so aus, dass sich Gott über dem Thron befinde, ohne ihn zu berühren. Auch meinte er, dass sich Gott über allem anderen befinde. Allerdings legte er Gott nicht auf einen bestimmten Ort fest.
Aufgrund der Aussage in Sure 6:103 („Die Blicke nehmen ihn nicht wahr, werden aber von ihm wahrgenommen“) meinte Ibn Kullāb, dass Gott zwar nicht wahrgenommen, man ihn jedoch sehen könne. Hinsichtlich dieser Möglichkeit, Gott mit eigenen Augen zu sehen (ruʾyat Allāh bi-l-abṣār) sieht Abū l-Hasan al-Aschʿarī (gest. 936) eine Übereinstimmung der Positionen Ibn Kullābs mit denen der Sunniten.
Der Glaube ist nach Ibn Kullāb das Bekenntnis (iqrār) zu Gott, seinen Büchern und Gesandten, unter der Bedingung, dass dieses aus Wissen (maʿrifa) und Für-Wahr-Halten im Herzen (taṣdīq bi-l-qalb) heraus erfolgt. Wenn dagegen dem Bekenntnis das Wissen um seine Richtigkeit ermangelt, ist es kein Glaube. Maßgeblich für den Status des Menschen vor Gott ist nach Ibn Kullāb sein Lebensende (ʿāqiba): Stirbt er als Muslim, so war er von Anfang ein Seliger (saʿīd) und Liebling Gottes (ḥabīb Allāh); stirbt er hingegen als Ungläubiger, so war er von Anfang an verdammt (šaqī) und ein Feind Gottes (ʿadūw Allāh). Glaube und Unglaube sind von Gott erschaffen.
Zwar war Ibn Kullāb der Auffassung, dass Gott sowohl die Entstehung der guten als auch der schlechten Dinge will, doch lehnte er es ab, im Einzelnen zu sagen, dass Gott die Widersetzlichkeiten (maʿāṣī) will, auch wenn sie zur Gesamtheit der von Gott gewollten entstehenden Dinge gehören. Dies begründete er damit, dass er im Bittgebet ähnlich verfahre, indem er Gott als „Erschaffer der Körper“ (ḫāliq al-aǧsām) bezeichne, ihn jedoch nicht im Einzelnen als Erschaffer der Affen, Schweine, des Blutes und des Unreinheiten anspreche, obwohl er zweifellos Erschaffer dieser Dinge sei.
Was die Handlungstheorie anlangt, so war Ibn Kullāb der Auffassung, dass das Handlungsvermögen erst im Augenblick der Handlung von Gott erschaffen wird. Allerdings lehrte er, dass das Handlungsvermögen, das zu einer bestimmten Handlung geführt hat, im Prinzip jeweils auch die Möglichkeit zu einer Alternativhandlung (badal) bot. Auf diese Weise versuchte er, dem Vorwurf der Determiniertheit des Handelns im Sinne des Taklīf mā lā yutāq zu entgehen. Al-Aschʿarī dagegen sah hier eine einfache Übereinstimmung der Positionen Ibn Kullābs mit denen der Sunniten. Bezüglich des sogenannten Mutaschābih, also der mehrdeutigen Verse des Korans, meinte Ibn Kullāb, dass allein Gott ihre Auslegung kennt. Das betrifft auch die abgetrennten Buchstaben am Anfang der Suren.

## Einflüsse

### Berichte über christliche Einflüsse
Die Muʿtaziliten sahen in Ibn Kullābs Attributenlehre einen schweren Verstoß gegen das islamische Einheitsbekenntnis (Tauhīd). Sie verbreiteten, Ibn Kullāb habe seine Lehre unter christlichem Einfluss entwickelt. Ibn an-Nadīm berichtet, dass Ibn Kullāb die Rede Gottes mit Gott selbst gleichsetzte; das habe ʿAbbād ibn Sulaimān dazu gebracht, zu sagen, dass er mit dieser Lehre ein Christ sei. Ein gewisser Abū l-ʿAbbās al-Baghawī, so teilt Ibn an-Nadīm weiter mit, habe den Christen Pethion im Griechenviertel auf dem Westufer von Bagdad besucht und ihn auf den bereits verstorbenen Ibn Kullāb angesprochen. Dieser habe dann gesagt: „Gott habe ʿAbdallāh selig. Er pflegte mich zu besuchen und hier in dieser Nische zu sitzen“, wobei er in eine Ecke der Kirche zeigte. Pethion habe sich dann gerühmt, dass Ibn Kullābs seine Lehren von ihm übernommen habe und schließlich gesagt: „Wenn er länger gelebt hätte, hätte er die Muslime christianisiert.“ Als al-Baghawī Pethion fragte, was er über Christus lehre, habe dieser geantwortet: „Das, was die Sunniten über den Koran lehren.“
Später wurden noch weitere Berichte über den christlichen Hintergrund von Ibn Kullābs Lehren verbreitet. So erzählte as-Saksakī in seinem doxographischen Werk al-Burhān fī maʿrifat ʿaqāʾid ahl al-adyān („Der Beweis zur Kenntnis der Glaubensüberzeugungen der Anhänger verschiedener Religionen“), dass Ibn Kullāb selbst ursprünglich ein Christ gewesen und dann zum Islam konvertiert sei. Seine ältere Schwester, die eine sehr angesehene christliche Gelehrte und Nonne gewesen sei, habe ihn daraufhin aus dem Stadtviertel verbannt. Er habe sie dann bei einer trickreich herbeigeführten Begegnung mit der Aussage zufriedenstellen können, dass er in einer Zeit, in der der Islam immer stärker und das Christentum immer schwächer werde, eine Lehre entwickelt habe, mit der er die „Idee des Christentums“ (maʿnā an-Naṣrānīya) im Islam niederlegen und verankern könne. Nach dem syrischen Gelehrten as-Safadī (gest. 1363) war dies eine Lügenerzählung, die die Muʿtaziliten aufgebracht hatten.

### Moderne wissenschaftliche Untersuchungen
Josef van Ess hält diese Geschichten für Erfindungen, meint jedoch, dass Ibn Kullābs Formel von der gleichzeitigen Identität und Nichtidentität ihr Vorbild tatsächlich in christlichen Spekulationen über die Trinität hatte. Er hat gezeigt, dass Ibn Kullāb mit seiner Attributenlehre allerdings vor allem auf Spekulationen früherer Denker wie Abū l-Hudhail und Hischām ibn al-Hakam aufbaute. So hat er die Formel „weder identisch noch nicht identisch“ direkt von Abū l-Hudhail übernommen, der sie allerdings nur auf das Verhältnis der einzelnen Attribute zueinander beschränkte. Und die Idee, dass Gott durch ein Wissen weiß, das weder er noch nicht er ist, ist bereits von Hischām ibn al-Hakam vertreten worden. Ibn Kullāb war aber der erste Denker, der diese Überlegungen in ein kohärentes System brachte.

## Die kullābitische Schule
ʿAbd al-Qāhir al-Baghdādī zählt in seinem Buch Uṣūl ad-Dīn eine ganze Reihe von Schülern Ibn Kullābs auf, darunter ʿAbd al-ʿAzīz al-Makkī al-Kattānī, der am Hofe von al-Ma'mūn die Muʿtaziliten bloßgestellt haben soll, den Exegeten al-Husain ibn al-Fadl al-Badschalī, den ʿAbdallāh ibn Tāhir nach Chorasan holte, und den Sufi al-Dschunaid (gest. 910). Auch al-Muhāsibī (gest. 857), der in der Theologie eine ähnliche Position einnahm wie er, gehörte zu seinen Schülern.
Al-Aschʿarī (gest. 936) meinte, dass die meisten Lehren der Anhänger Ibn Kullābs mit dem übereinstimmen, was die Sunniten (ahl as-sunna) lehren. Er selbst verfasste eine Abhandlung zur Verteidigung von Ibn Kullābs Attributenlehre gegen die Einwendungen Ibn ar-Rāwandīs und galt in seiner Zeit als Kullābit (Kullābī). Der im 10. Jahrhundert schreibende al-Chwārizmī erwähnt eine „kullābitische Schule“ (Kullābīya), die er zusammen mit zwölf anderen Schulen zu den Muschabbiha rechnet. Damit sind solche islamische Lehrrichtungen gemeint, in denen Gott mit diesseitigen Dingen verglichen wird. Auch ʿAbd al-Dschabbār ibn Ahmad (gest. 1025) spricht viel von den Anhängern Ibn Kullābs. Nach dem Zeugnis des transoxanischen Gelehrten Abū l-Yusr al-Bazdawī (gest. 1099) bezeichneten sich die Kullābiten als ahl as-sunna wa-l-ǧamāʿa, also als Sunniten.
Die kullābitische Schule ging später in der aschʿaritischen Schule auf, die viele von ihren Lehren übernahm. Schon um 985 notiert Schams ad-Dīn al-Maqdisī, dass die Aschʿarīya die Kullābīya verdrängt habe.